# Kompressor (signalbehandling)
 For alternative betydninger, se Kompressor. (Se også artikler, som begynder med Kompressor)
En kompressor er et elektronisk kredsløb, der påvirker signalet (lyden) således at lave signalniveauer forstærkes og højere signalniveauer dæmpes.